# Abedi Pelé
Pour les articles homonymes, voir Pelé (homonymie) et Ayew.
Abedi Ayew, dit Abedi Pelé, né le 5 novembre 1964 à Dome au Ghana, est un footballeur international ghanéen.
Meneur de jeu dans l'axe ou excentré, voire parfois attaquant de soutien, ailier parfois dans quelques matchs, il fut l'un des meilleurs joueurs africains au début des années 1990, remportant notamment trois Ballons d'or africain (1991, 1992 et 1993).
Il a par ailleurs été l'un des premiers joueurs africains à avoir eu un impact en Europe comme le prouve sa victoire avec l'Olympique de Marseille en Ligue des champions en 1993 ; il a également remporté la CAN 1982 avec le Ghana.
Abedi Pelé est le frère du footballeur international Kwame Ayew et le père des footballeurs André, Jordan et Rahim Ayew.

## Biographie

### Enfance et formation
Abedi Pelé grandit dans un petit village appelé Oko près de Dome, dans les faubourgs d'Accra. Il est le troisième d’une fratrie de cinq enfants. S'adonnant au football comme d'autres jeunes de son âge, il intègre l'école de son quartier puis évolue dans les sections jeunes des Great Falcons.
D'un milieu très modeste, il travaille parallèlement à ses études, pour aider sa famille.
Évoluant dans l'équipe des Facos jusqu'à douze ans, le principal du collège de Tamale le dirige vers le Real Tamale United. Rapidement, Abedi Pelé est remarqué par la sélection nationale ghanéenne qui n'hésite pas à l'appeler dans son groupe pour disputer la Coupe d'Afrique des nations 1982 que le Ghana remporte.
Ses performances entraînent le cheikh Khalid Ibn Ali, mécène du club, Al-Sadd de Doha à proposer 50 000 dollars pour s'offrir ses services, soit alors 20 millions Francs CFA à l’époque. Son club et la fédération ghanéenne, opposée au départ d’un membre de la sélection nationale, rejettent l’offre qatari. Abedi fuit alors vers Londres d'où il attend et obtient un bon de sortie.

### Premières expériences à l'étranger
Au Al-Sadd Sports Club, Abedi Pelé ne remporte aucun trophée en 1982. En décembre 1983, il remporte la Coupe de la fédération[Quoi ?] aux dépens d’Al-Ahli (1-0). Blessé au genou durant la finale par Geraldo, le même joueur le table violament le mois suivant, en janvier 1984, et lui cause une rupture des ligaments croisés du genou gauche. Le cheikh Khalid Ibn Ali prend en charge les soins avec une opération à London, ville de l’Ontario au Canada, puis quatre mois de soins et de rééducation. De retour en mai 1984, les joueurs étrangers sont maintenant interdits et Abedi doit quitter le club, sans toucher ses arriérés de salaire.
Sans trouver de club au Ghana, il rejoint l'Europe et le FC Zurich en Suisse en octobre 1984. Ne parlant pas la langue d'un pays froid dans un club dont l'entraîneur yougoslave ne lui donne pas sa chance, Abedi rentre au Ghana deux mois après son arrivée.
Un homme d’affaires béninois le recrute à l'AS Dragons FC de l'Ouémé dans l'objectif de remporte la Coupe d'Afrique. L'équipe se hisse jusqu'en quart de finale de la Coupe d'Afrique des vainqueurs de coupe 1985. Abedi quitte le club et revient au Real Tamale United pour une saison.

### Arrivée en France
En 1986, il retente sa chance en Europe. Il rejoint la France et les Chamois niortais FC avec qu'il participe à hisser pour la première fois de son histoire en première division. Le jeune Ghanéen de 22 ans dispute 34 matchs pour quatorze buts avec Niort.
Il passe ensuite par le FC Mulhouse.
À l'été 1987, alors qu'il est en passe de s'engager avec l'AS Monaco, le président de l'Olympique de Marseille. Bernard Tapie, s'arrange pour faire croire au club monégasque que le joueur est séropositivité, après avoir convaincu Abedi Pelé de refuser les prises de sang de la visite médicale,. Bernard Tapie raconte en 2017 s'être adressé à un membre de son club, qu'il sait proche de Monaco : « Je lui dis : "Tu sais, on l'a échappé belle, j'ai pas pris Abedi Pelé, il était séropositif." Je savais qu'il me trahirait et le dirait à Monaco. Ça n'a pas raté. Et quand Pelé refuse la visite médicale, Monaco se dit : "Ah oui, c'est vrai, il est séropositif, alors on ne le prend pas." Et le lendemain, il signait à Marseille ! »,.
La première saison d’Abedi Pelé n'est pas jugée réussie, et il est prêté au Lille OSC pendant deux ans.

### Sacre européen avec l'OM
Il revient à l'OM à l'été 1990 et Marseille domine non seulement le championnat de France, mais aussi joue les premiers rôles sur le plan européen. Abedi Pelé devient titulaire dans cette équipe à l'arrivée sur le banc de Raymond Goethals, s'illustre notamment en quart de finale de Coupe des clubs champions européens contre l'AC Milan au printemps 1991 et devient incontournable. Au tour suivant, Abedi Pelé marque à l'aller (3-1) et au retour (2-1) contre le Spartak Moscou. En finale, l'OM est battu par l’Étoile Rouge de Belgrade (0-0 tab 3-5).
Fin 1992, le meneur de jeu ghanéen de l’Olympique de Marseille est désigné « ballon d’or » africain pour la deuxième année consécutive.
En janvier 1993, il est élu Ballon d'or africain par France Football pour la troisième fois d'affilée et « Personnalité sportive africaine de l'année » par la BBC. Après une première finale perdue en 1991, il remporte le titre le plus prestigieux sur le continent européen : la Ligue des champions en 1993. En finale contre l'AC Milan, il est passeur sur l'unique but du match, sur corner repris par Basile Boli. Abedi devient le premier joueur ghanéen de l'histoire à remporter la Coupe d'Europe et le premier Africain à remporter la nouvelle Ligue des champions. En raison de l'affaire VA-OM, il quitte Marseille. Abedi Pelé joue 149 matches pour 30 buts sous les couleurs olympiennes.

### Fin de carrière
et joue une année à l'Olympique lyonnais avant de partir en Italie au Torino FC pendant deux saisons où il montra qu'il avait plus que de beaux restes, notamment en 1994-1995 quand il inscrit 10 buts en championnat. Le Torino relégué en Serie B en 1996, il continue son périple européen en rejoignant la Bundesliga et le club du TSV Munich 1860 pour 2 saisons.
Enfin il termine sa carrière à Al Ain Club aux Émirats arabes unis jusqu'en 2000.

### En équipe nationale
Dès l’été 1981, le sélectionneur de l'équipe du Ghana, Fred Osam-Duodu, le retient pour une tournée à Kinshasa. Entré en cours de partie, Abedi participe à la victoire contre les Léopards du Zaïre (2-1).
À seulement 17 ans, Abedi Pelé est retenu par le nouveau sélectionneur, Charles Kumi Gyamfi, pour disputer la Coupe d'Afrique des nations 1982. S'il n'est pas un titulaire indiscutable, le milieu offensif joue un rôle important dans la rotation avec notamment une belle entrée en jeu en finale contre la Libye (1-1 tab 7-6), face à laquelle le Ghana a décroché la quatrième étoile de son histoire.
Lors de la CAN 1992, Abedi Pelé qualifie le Ghana pour la finale, d'une tête sur corner pour égaliser avant la mi-temps. Héros du match, il s'agit pourtant de son dernier du tournoi, suspendu à cause d'un second carton jaune de la compétition, reçu pour contestation bien qu'étant capitaine. Le Ghana perd la finale contre la Côte d’Ivoire (0-0 tab 10-11). Abebi suit le match sur un banc, au milieu des délégués, sur demande de la CAF. Il rentre à Marseille le soir même de la finale, l'OM jouant un match en retard à Saint-Etienne trois jours plus tard (1-1).
Capitaine de 1992 à 1998, Abedi Ayew totalise 19 buts en 73 sélections, battant les records de sélections et de buts inscrits.

### Après carrière
Abedi Ayew fonde le Football Club Nania Accra au Nord de la capitale du Ghana, une académie qui lui sert de centre de formation. En 2007, à la tête du Nania FC, Abedi Pelé est impliqué dans une affaire de matchs truqués et une victoire 31-0 lors de la dernière journée de deuxième division ghanéenne. Il est suspendu un an en 2007, sanction levée six mois plus tard,. Pelé fait monter le club en de la quatrième à la deuxième division, avec une victoire en Coupe du Ghana en 2011.
En 2017, Abedi se dit « président, entraîneur, sponsor et relations publiques du club » de Nania (D2 ghanéenne). Il est aussi agent pour ses trois fils André, Jordan et Rahim Ayew, homme d'affaires copropriétaire d'une banque de micro-crédit et de deux casinos.
En juin 2018, Abedi Pelé est nommé parmi les cinq membres d’un comité intérimaire après la dissolution de la fédération ghanéenne, frappée par un scandale de corruption,. La même année, en plus de son académie, il souhaite fonder une clinique du sport au Ghana car il déplore : « Quand j'étais jeune, j'ai vu tellement d'enfants aussi bons ou même meilleurs que moi qui ont dû arrêter leur carrière à cause d'une petite blessure. En France, tu es blessé au ménisque, après deux ou trois mois, tu rejoues. Ici, tu es out pour toujours. C'est fini. (...) Il y a souvent des sorciers qui vont baratiner les enfants ».

## Style de jeu: le Pelé africain
Gaucher et à l'aise balle au pied, Abedi Ayew est réputé pour ses dribbles et sa créativité lui valent le surnom « Pelé » dès son enfance, certains voyant en lui des caractéristiques du joueur brésilien du même nom.
Jocelyn Angloma le cite comme le joueur le plus fort avec qui il a joué : « J'ai joué avec lui à Lille (1988-1990), à Marseille (1991-1993) et au Torino (1994-1996) et j'ai eu l'occasion de me rendre compte de près de son incroyable talent. C'était un joueur complet, un super dribbleur, un gars capable de te faire gagner un match à tout moment. Il n'était pas très grand, mais physiquement il était aussi impressionnant. Il n'avait pas peur d'aller au contact et de prendre des coups »

## Statistiques

### Buts internationaux
Les buts en sélection de Pelé sont sujets à débat. Officiellement, il a marqué 33 buts, comme l'affirment plusieurs sources, dont un article de la FIFA. Néanmoins, plusieurs données de matchs sont incomplètes et ne peuvent valider l'intégralité des réalisations de Pelé. Selon la RSSSF, qui précise que des données sont manquantes, le joueur inscrit 19 buts en 73 sélections.
|     | Date             | Sél. | Lieu           | Adversaire      | Résultat | Compétition                                         |
| --- | ---------------- | ---- | -------------- | --------------- | -------- | --------------------------------------------------- |
| 1er | 17 février 1982  | 4    | Cotonou        | Niger           | 2-2      | Coupe CSSA des nations 1982                         |
| 2e  | 7 août 1982      | 14   | Kuala Lumpur   | Singapour       | 3-0      | Tournoi de Merdeka                                  |
| 3e  | 28 avril 1983    | 19   | Addis-Abeba    | Libye           | 3-0      | Tournoi international                               |
| 4e  | 14 avril 1985    | 25   | Conakry        | Guinée          | 4-1      | Qualifications CAN 1986                             |
| 5e  | 26 février 1986  | 33   | Accra          | Liberia         | 3-0      | Coupe CSSA des nations 1986                         |
| 6e  | 2 mars 1986      | 35   | Accra          | Togo            | 1-0      | Coupe CSSA des nations 1986                         |
| 7e  | 15 janvier 1992  | 41   | Ziguinchor     | Zambie          | 1-0      | CAN 1992                                            |
| 8e  | 20 janvier 1992  | 43   | Dakar          | Congo           | 2-1      | Quarts de finale de la CAN 1992                     |
| 9e  | 23 janvier 1992  | 44   | Dakar          | Nigeria         | 2-1      | Demi-finales de la CAN 1992                         |
| 10e | 31 janvier 1993  | 47   | Kumasi         | Burundi         | 1-0      | Premier tour Éliminatoires Coupe du monde 1994 (en) |
| 11e | 25 juillet 1993  | 50   | Monrovia       | Liberia         | 2-0      | Tours préliminaires Coupe du monde 1994             |
| 12e | 25 mai 1995      | 56   | Oslo           | Norvège         | 2-3      | Amical                                              |
| 13e | 25 mai 1995      | 56   | Oslo           | Norvège         | 2-3      | Amical                                              |
| 14e | 12 novembre 1995 | 57   | Accra          | Sierra Leone    | 2-0      | Amical                                              |
| 15e | 5 janvier 1996   | 58   | Jeddah         | Arabie saoudite | 1-1      | Amical                                              |
| 16e | 14 janvier 1996  | 59   | Port Elizabeth | Côte d'Ivoire   | 2-0      | CAN 1996                                            |
| 17e | 19 janvier 1996  | 60   | Port Elizabeth | Tunisie         | 2-1      | CAN 1996                                            |
| 18e | 10 novembre 1996 | 63   | Libreville     | Gabon           | 1-1      | Tours préliminaires Coupe du monde 1998             |
| 19e | 13 juillet 1997  | 70   | Accra          | Zimbabwe        | 2-1      | Qualifications CAN 1998                             |

## Palmarès

### En club
Abedi Pelé est champion de France à trois reprises (1989, 1991, 1992 et 1993) lors de son passage à Marseille, en plus de la Ligue des Champions en 1993.
- Real Tamale United
  - Finaliste  de la Coupe du Ghana en 1981
- Al Sadd Doha
  - Vainqueur de la Coupe du Qatar en 1983
- Dragons de l'Ouémé
  - Vainqueur de la Coupe du Bénin en 1984
- Chamois niortais FC
  - Vice-champion de France de division 2 en 1987
- Olympique de Marseille
  - Champion de France en 1989, en 1991, en 1992 et en 1993
  - Vainqueur de la Ligue des Champions en 1993
  - Finaliste de la Coupe d'Europe des Clubs Champions en 1991
  - Finaliste de la Coupe de France en 1991
- Al Ain Club
  - Champion des  Émirats arabes unis en 2000
  - Vainqueur de la Coupe des Émirats arabes unis en 1999
- Autres titres mineurs : 
  - Vainqueur du tournoi international de Martigues en 1988 (Lille OSC)
  - Vainqueur du Tournoi de Marseille en 1990 (Olympique de Marseille)
  - Finaliste du Trophée Joan Gamper en 1991 (Olympique de Marseille)
  - Vainqueur du Tournoi de Paris en 1991 (Olympique de Marseille)
  - Deuxième de la Coupe de la Méditerranée en 1991 (Olympique de Marseille)

### EnÉquipe du Ghana
- Vainqueur de la Coupe d'Afrique des Nations en 1982
- Participation à la Coupe d'Afrique des Nations en 1982 (Vainqueur), en 1992 (Finaliste), en 1994 (1/4 de finaliste), en 1996 (4e) et en 1998 (Premier Tour)

### Distinctions individuelles et records
Son talent est reconnu en remportant trois années consécutivement le titre de Ballon d'or africain en 1991, 1992 et 1993. En janvier 1993, il est élu Ballon d'or africain par France Football pour la troisième fois d'affilée et « Personnalité sportive africaine de l'année » par la BBC,.
- Élu Joueur africain de l'année par la CAF en 1992[23]
- Nommé dans l'équipe-type de la Coupe d'Afrique des Nations en 1992, en 1994 et en 1996
- Élu Étoile d'or par Afrique Football en 1992 et en 1993[23]
- Ordre de la Volta en 1996
- Membre de l'équipe africaine de l'année France Football avec l'équipe du Ghana en 1983
- Membre du club de l’année France Football avec l'Olympique de Marseille en 1991 et en 1992
- Remporte avec l'Olympique de Marseille la Ligue des Champions en 1993 sans perdre un seul match

### Ouvrage
- Marc Barreaud, Dictionnaire des footballeurs étrangers du championnat professionnel français (1932-1997), L'Harmattan, mai 1998, 320 p. (ISBN 2-7384-6608-7)